# San Floriano del Collio
San Floriano del Collio es una localidad y comune italiana de la provincia de Gorizia, región de Friuli-Venecia Julia, con 831 habitantes.

## Evolución demográfica
| Gráfica de evolución demográfica de San Floriano del Collio entre 1861 y 2001 |
|                                                                               |
| Fuente ISTAT - elaboración gráfica de Wikipedia                               |